# Dinara
A Dinara hegység Horvátországban, Bosznia-Hercegovina határán, a Dinári-hegység része. 

## Nevének eredete
A Dinara-hegység neve, melyről az egész Dinári-hegységrendszer a nevét kapta illír eredetre megy vissza. Ennek alapja az illír „dendu” (hegy) főnév, melyből az illír „dindari” (hegylakók) kifejezés származik.

## Fekvése
A tágabb értelemben vett Dinara-hegység (nevezhetjük Dinara hegyláncnak vagy Dinara-Kamešnica hegyláncnak is) a Velebit-hegység után a maga csaknem száz kilométerével a Dinári-hegység második leghosszabb hegylánca. A Dinári-hegység többi részéhez hasonlóan északnyugat-délkeleti irányban az Una forrásától és Lička Kaldrma területétől egészen Buški blatoig és Tijarica faluig húzódik. Az északi-északkeleti oldalán a Grahovsko polje, északkeleti és keleti oldalán a Livanjsko polje, a Dinári-hegység legnagyobb karsztmezeje található. Délről a Cetinsko és a Paško polje, valamint a valamivel nagyobb Vrličko polje, a Cetina-folyó és a Peruća-tó választja el a Svilajától. Délnyugaton és nyugaton a Grab, Butišnica és Krčić folyók találhatók. A Dinara már az ókortól fogva a természetes határt képez Dalmácia és Bosznia között. A mai határ Horvátország, valamint Bosznia-Hercegovina között szintén a Dinara-hegység legmagasabb részein halad át. A hegység legmagasabb csúcsa Veliki Troglav (1913 m) Bosznia-Hercegovina területén található.

## Éghajlata
A hegység délnyugati (dalmáciai) lejtőire gyakran eljutnak a tengerparti, mediterrán légköri hatások, míg északi és északkeleti részei már a Dinári-hegység klasszikus kontinentális éghajlatú központi övének részét képezik.

## Leírása
A Dinara hosszú hegyláncát a főbb keresztirányú nyergek 5 egységre osztják:
A legészakibb tömb az Ilica (1654 m), más néven Ujilica vagy Vilica, amely északnyugaton Una folyó forrása, délkeleten pedig a Knin – Grahovo (Bosansko Grahovo) átjáró között helyezkedik el.
A Dinara (1831 m) a Knin – Grahovo úttól Unište település völgyéig és a Privija nyeregig húzódik.
A Troglav (1913 m) a Dinara-hegység legmagasabb gerince, délnyugatra a Vaganj – Prolog nyeregig terjed.
A Kamešnica (1855 m), a Vaganj – Prolog nyeregtől a Buški blato és Voštane környékéig.
A Tovarnica (1285 m) a Dinara-hegység legdélebbi hegye Voštanétól délkeletre húzódik.
A szakirodalomban Dinara-hegység négy részre osztása is gyakran megtalálható, mivel ez a felosztás figyelmen kívül hagyja  a Tovarnicát, mint ennek a hegységnek a különálló hegységét.
Bár az egész hegység legmagasabb csúcsa a Veliki Troglav, a hegylánc leghíresebb része a szűkebb értelemben vett Dinara-hegy Sinjal nevű legmagasabb (1831 m) csúcsával, amely egyben Horvátország legmagasabb csúcsa. A hegycsúcs neveként a Sinjal helyett gyakran használják a Dinarát, mely ilyen néven is gyakran megtalálható a térképeken és a kiadványokban.
A Dinara középső és délkeleti részei (Bat, Troglav, Kamešnica) többnyire sziklásak, füvesek, kiterjedt legelőkkel rendelkeznek, míg az erdős területek többsége az Ilica és a keskenyebb Dinara hegyeken található.

## Vizei
A mészkő szerkezete miatt a Dinara hegyvidékein nincsenek vízfolyások vagy jelentősebb források, kivéve az északi hegyláb víznyelőjét és a déli hegyaljában található forrásokat. A leghíresebb és legbővízűbb forrás a hegység déli lábánál a Cetina-folyó forrása. A Krkać folyó nyáron kiszáradó Krčić-mellékfolyója szintén a Dinara-hegy alatt fakad.
A hegységben eredő legjelentősebb vízfolyás a Cetina-folyó, amely 105 km megtétele után Omiš közelében ömlik az Adriai-tengerbe. A Cetina 385 m magasságban fakad a Dinara-hegy délkeleti lejtői és Troglav nyugati lejtői között, Vrlikától 7 km-re északra, Cetina falu közelében, melyről a folyót is elnevezték. A Cetina forrása egy több mint száz méter mély karsztforrás. Vrlika közelében található a Peručko-tó, amelyet a Cetina gátjával mesterségesen hoztak létre 25 km-re a forrástól lefelé. A tó után a folyó áthalad a karsztvidéken és a Sinjsko poljén Sinj város felé. Gardun alatt a Cetina Trilj város közelében elhagyja Sinjsko poljét, belép a szurdokvölgybe és délre folyik tovább. A szurdok felett található a Nutjak-erőd. A szurdok partjai egyre közelebb kerülnek egymáshoz, itt a folyó mély és lassú folyású. Régebben a víz gyorsabban folyt és számos malmot forgatott, de időközben a gátak lelassították. A Bisko közelében lévő Cetina délkelet felé fordul, onnan pedig az A1-es autópályát követi. Šestanovac közelében ismét dél felé fordul, elhalad az autópálya alatt, majd nem sokkal később a Mosor körül Zadvarje közelében megfordul és nyugat felé halad tovább. Omišnál az Adriai-tengerbe ömlik. Medencéjének területe 3700 km2. 
A Perućko-tó egy mesterséges víztározó, amelyet a Cetina-folyón lévő Peruća-gát építésével hoztak létre. A Peručko Horvátország harmadik legnagyobb tava, amelynek területe körülbelül 15 km2, 65 m-es mélységével pedig az első három között van az országban (a tó mélysége az esős évszakban a gát miatt nagymértékben változik). A gát megépítése szabályozta a Hrvatačko és a Sinjsko polje árvízvédelmi rendszerét, valamint a Peruća, Đale és Zakučac vízerőművek (a Horvát Köztársaság legnagyobb vízerőműve) működését. Az elárasztás előtt a tó területe részben lakott volt, a környék gazdag volt erdőkben, szántókban, rétekben és szőlőültetvényekben. A gazdasági épületek közül pedig ezen a területen sok malom, folyami ráknevelő telep és még egy kis vízerőmű is volt. A földeket államosították, nagy részüknek elveszett az értéke. A terület elárasztásával a lakosság nagy része a Svilaja, Dinara és Debeli brdo hegység magasabb területeire költözött, a lakosság egy része pedig elköltözött erről a vidékről. A területtel együtt a dragovići kolostor is víz alá került, néha alacsony vízállás mellett épületei még kiemelkednek a tó mélyéből. A délszláv háború során a valaha mért legmagasabb vízállás idején a JNA katonái robbantással próbálták lerombolni a gátat, de a horvát hadsereg gyors beavatkozása megakadályozta a tótól lefelé fekvő falvak elárasztását és ezzel sok emberéletet mentett meg.

## Növényvilág
A rendelkezésre álló adatok szerint a Dinara-hegység területén mintegy 750 növényfaj található, amelyek közül több mint 110 külön védett, 55 pedig endemikus. A hegyvidéki gyepterületeken a növényvilág olyan fajokat tartalmaz, mint a lúdfű, a békaszem, a dalmát harangvirág, a sás, a havasi gyopár, a vérontó pimpó, a közönséges fenyő és a borzas havasszépe. A ritka erdőkben a kőris, a molyhos tölgy, a kocsánytalan tölgy és a juhar dominál, míg a nagyobb magasságokban a bükk, a boróka, a jegenyefenyő, a hegyi fenyő és az erdei fenyő jellemző. Olyan helyeken, amelyek kedvezőek a számára megterem a málna, a vadszeder, a som és az erdei szamóca.
A hegység növényzetében erősen megmutatkoznak napsütéses és árnyékos oldalak ellentétei. A többnyire napos dalmáciai oldal általában csupasz karsztos, sziklás, ritkán elszórtan xerophil (száraz környezetben élő és szárazságnak ellenálló) erdőkkel és ritkás oázisokkal. Az árnyékos oldalon pedig többnyire vegyesen bükk- és fenyőerdők találhatók kisebb borókásokkal. A lekoptatott csúcsokon és a köztük lévő hatalmas hullámzó völgyeken hegyi legelők vannak. A kevés mezőgazdasági növény az elkerített területeken található.

## Állatvilág
A Dinara környéki madárfajok közül többek között említést érdemel a közönséges fácán, a fürj, a havasi fülespacsirta, a piroslábú cankó, vagy szalonka, a harkály, a fülemülesitke, a nagyobb ragadozók közül pedig a szirti sas, a kígyászölyv és a szürke sólyom. Néha látnak fakókeselyűt is, valószínűleg a Cres feletti repülése közben. Ornitológiai szempontból a Dinara-hegységet a Peruća-tó, valamint a Cetina és a Krka vízgyűjtő medencéjét a vadon élő madarak védelméről szóló uniós irányelvnek megfelelően különleges védelem alatt álló területté nyilvánították.
A hegység területén az emlősök közül, barnamedvék, farkasok, hiúzok, vadmacskák, rókák, vaddisznók, borzok, nyulak és néhány veszélyeztetett endemikus faj, dinári egerek és őspockok laknak. A Dinara területén mintegy 15 gyík-, kígyó- és kétéltűfaj él, amelyek közül több veszélyeztetett az élettér csökkenése miatt. Ilyenek a rézsikló, a balkáni haragossikló, a homoki vipera, a foltos szalamandra, a közönséges lábatlangyík, a parlagi vipera és az alpesi gőte.

## Galéria
- A Dinara Kninből
- A Dinara északról
- Látkép
- A Krčić forrása
- A Dinara a Krčićtől
- A Mali Troglav
- A Sinjal
- A Dinara Kninből
- Látkép a Troglavval
- A Troglav sziklái
- A Cetina forrása
- Hegymászók a Dinarán
- A Dinara Polača közelében